# Polyrhachis vigilans
Polyrhachis vigilans är en myrart som beskrevs av Smith 1858. Polyrhachis vigilans ingår i släktet Polyrhachis och familjen myror. Inga underarter finns listade i Catalogue of Life.